# Plestiodon lagunensis
Plestiodon lagunensis (сан-лукаський сцинк) — вид сцинкоподібних ящірок родини сцинкових (Scincidae). Ендемік Мексики.

## Поширення і екологія
Сан-лукаські сцинки мешкають в горах Сьєрра-де-ла-Лагуна на крайньому півдні Каліфорнійського півострова, а також в горах Півострівних хребтів в центральній частині півострова. Вони живуть в гірських дубових і сосново-дубових лісах, віддають перевагу вологим мікросередовищам поблизу водойм.